# さくらテイル
『さくらテイル -the tale of cherry blossoms septet-』は、日本のアダルトゲームブランドFizzより2009年10月30日に発売されたパソコン用美少女ゲーム。
2008年12月21日にアダルトゲーム雑誌『PUSH!!』にて初公開された。Fizzの第4作目であり、同ブランド第2作『ましろぼたん』が冬、第3作『朝凪のアクアノーツ』が夏を季節背景とした作品だったのに対し、『さくらテイル』は第1作『恋もも』と同様春を背景としている。Fizzの過去の作品と同様、学園を舞台とした恋愛アドベンチャーゲームである。主要なヒロインの数は6人。またFizz恒例のキャラクターの服装の特徴として、「ヒロイン全員制服黒タイツ」が挙げられる（シナリオ選択によってニーソックスにも変更できる）。
キャッチコピーは「恋する乙女は二度変わる」。
2010年11月26日には、ファンディスクとして『さくらのしっぽ 〜さくらテイルファンディスク〜』が発売された。

## 舞台

### ロベリア王国
『さくらテイル』の物語の舞台はロベリア王国と呼ばれる国である。この国は現代日本とよく似ているが平民（一般市民）よりも身分の高い王族、貴族といった上流階級の人間や、騎士団などが存在する。国民達は日本風の名前の者が多いが、西洋風（特にフランス風）の名前の者も少なくない。
現在のロベリア王国は女王マリー・エレオノール六世（マリー・エレオノール・バルク・シシク・オートゥイユ）によって治められている。基本通貨単位はグラース（1グラース=約100円）で、グラースの100分の1（約1円）をレッフェル、100倍（約1万円）をシュッセルと呼ぶ。また「トリヴィアム」と呼ばれる剣術競技が盛んである。
ロベリア王国では小学校、中学校、高等学校、大学をそれぞれファーストスクール、セカンドスクール、サードスクール、フォーススクールと呼ぶ。

### 王立春宵学園
主人公をはじめとした登場人物達はロベリア王国王都の隣町ダールグレンに位置する王立春宵学園の学生、もしくは教師である。
王立春宵（しゅんしょう）学園は広大な敷地面積を誇る名門学園であり、多種多様な部活動や同好会が存在し、それぞれ駒鳥寮（こまどりりょう）、鶯寮（うぐいすりょう）と呼ばれる男子寮、女子寮が設置されている。寮に暮らす学生達は夜の10時から朝の6時まで以外の時間帯は異性の寮に立ち入ることもできる。寮に入らず、学園外からの通学も可。二つの寮の間には大瑠璃棟（おおるりとう）という名の男女共用の建物があり、食堂や大浴場が設けられている。
学園内には貴族のみ立ち入りを許された貴族特区と呼ばれるエリアが存在する。貴族特区は学園総敷地面積の四分の一を占めているが、全校生徒と教諭のうち貴族の占める割合は三パーセント程度に過ぎない。
学園内の敷地内には他にも広大なショッピングモールや「Winter Camellia」という名の喫茶店が存在し、学園関係者達の生活を快適にしている。

## あらすじ
主人公・新條 正宗は学園への入学を機に一人暮らしを始めることになる。入学時にサークルの勧誘で騒動に巻き込まれた正宗は、上級生の女子学生によって助けられる。後に容姿が変わった幼なじみとも再会し、新しい学園生活が始まる。

## 登場人物

### メインキャラクター
新條 正宗（しんじょう まさむね）
主人公。王立春宵学園の新入生（第85回生）である少年。クラスは1年2組。ロベリア王国のミゼットと呼ばれる地方の出身。親元を離れ学園の寮で卒業までの3年間を過ごすことになった。勉強はあまり得意ではなく、ぎりぎりの成績で入学したという。誕生日は閏年の2月29日。
運動は得意ではないがそれなりに出来る方。それなりに体を鍛えているため剣道部の勧誘でなつみに誘われるほど。エルケンバルトから鍛えれば屈指の強さを誇るかもしれないと言わせた。実際にみかげシナリオでは「言刀」と呼ばれる習得に時間がかかる技術を短期間で物にしている。
女装した描写の場面が存在する。
奄美 みかげ（あまみ みかげ）
声：風音
正宗の幼馴染の少女。正宗が子供のころ、近くの家に暮らしていた。正宗より2歳年上で当時は「おねえちゃん」と呼ばれ慕われていた。学園の3年5組に在籍しており、正宗が入学したことで二人は数年ぶりに再会を果たす。優しく温厚な性格で背が高くスタイルもよいが、両目が隠れるほど長い前髪のせいで陰気で冴えない学生と見られることが多い。精密機器類の扱いが苦手で、携帯電話を持っていない（自室にはカセットレコーダーやビデオデッキなど時代を感じさせるものが多い）。しかし、正宗を起こしに行った際に、正宗がふざけて『○fficeアシスタントのイルカ』を演じたところ、「アシスタントを表示しない、にチェックを入れて、と」というなぜか一部パソコンソフトに精通したセリフもある。料理が得意。友人に誘われる形で風紀委員と剣道部に所属しているが、普段はほとんど顔を出さず、幽霊部員となっている（ただし、実力は指折り）。放課後は女子寮の自室でテレビを見て過ごすことが多い。正宗はみかげのことを二人きりのときは「みかげ姉」、それ以外のときは「奄美先輩」と呼んでいる。
相羽 朋乃（あいば ともの）
声：桜川未央
正宗と同じ新入生で1年2組の一員。彼と同じセカンドスクール（中学校）からの同級生であり、親友同士。性別は女だが、とある理由から男のふりをして春宵学園に入学し、正宗と同じ男子寮で生活することになった。数学が得意。要領がよく、かなり計算高くあるが、行動に出ると詰めの甘い一面もある。ネガティブな思考に傾くと、徹底的にマイナス思考に陥る。料理はほとんどできず、せいぜいゆで卵しか作れない。一人称は「ぼく」だがごく稀に「あたし」になることもある。
2009年11月2日には朋乃ルートの「救済措置」を収録した追加シナリオが無料配布される旨が発表された。
リディ・ド・ル・フェーヴル (Lydie de Le Fehver)
声：青葉りんご
1年2組の女子学生で正宗のクラスメイト。学業優秀にしてスポーツ万能という才女で、1年飛び級して入学した。非常に背が低くまだファーストスクール（小学校）の生徒のように見えるが、気が強く負けず嫌いな性格。名門貴族の出身で貴族寮で暮らす。現在の学生会会長エドゥアール・ド・ル・フェーヴルの妹だがその兄のことを異常に敵視している。入学試験で首位の成績を取り、学園の入学式では答辞を読んだが、その際、全新入生の前でエドゥアールの会長解任を求める発言をした。苦手な食べ物はパセリ。
子供扱いされることを嫌っており、エドゥアールが入学から達成してきた数々の記録を塗り替えようとしている。
若葉 凜子（わかば りんこ）
声：小倉結衣
2年8組の女子学生。無類の読書好きであり、極度の近眼。あだ名は「わんこ」。実は学園に暗躍する「怪盗メルクーリオ」という裏の顔を持つ。ある夜、メルクーリオの姿で学園内を駆け回っていたところで正宗と出会って顔を見られ、その後、普段の姿で彼と再会する。そのため、自分の正体が正宗に気づかれていないかどうか不安になっている。自分で料理をしたことがない。学園内の喫茶店「Winter Camellia」でウェイトレスのアルバイトをしている。
何か嬉しいことがあったりすると左右の髪(？)が犬の尻尾のように揺れる。本人に自覚はなく、他の人は目の錯覚と思い込んでいる。柚子紀とは友人で非公式の報道部に所属しメルクーリオを追いかけている。
郁子（かおるこ）・リビングストン (Kaoruko Livingstone)
声：姫川あいり
1年2組の女子学生。正宗のクラスメイトで2人は席が隣同士。正宗からは「いくこ」と呼ばれる。無邪気で子供っぽい性格。入学式の日、教室に遅れてきてしまった。王都ロベリアの辺境にある田舎の出身で、学生寮には入らず毎日ロベリアから車で学園まで送り迎えさせてもらっている。
通称「ピタゴラドジッ子」を呼ばれ、ふとしたきっかけで、連鎖的にアクシデントを発生させ、奇跡とも言える災難に恵まれている。
美和 文月（みわ ふづき）
声：まきいづみ
3年5組の女子学生でみかげのクラスメイト。物腰が柔らかく、他人の世話をするのが好きで大人っぽい雰囲気を持つ。正宗が初めて学園の男子寮にやってきたとき、自分の部屋がどこなのかわからずに困っていた彼を親切に案内してくれた。学生寮の寮母を務める祖母の手伝いをすることが多く、そのせいで彼女自身も寮母なのだと誤解されることが多い。

### サブキャラクター
日下部 清貴（くさかべ きよたか）
声：永倉仁八
1年2組の男子学生。正宗のクラスメイトで学生寮では部屋が隣同士。学園から電車で2時間ほどかかる箱音（はこね）の出身。イケメンで何気ない気遣いが出来るため女受けがいいのだが、同性の友人を作るのは苦手。つまらない駄洒落を言う癖がある。意外にも料理や掃除など家事が得意。
東雲 柚子紀（しののめ ゆずき）
声：渋谷ひめ
2年8組の女子学生で凛子の友人。リディの侍女を務めており、彼女を「お嬢様」と呼ぶ。リディと違い、物腰が柔らかく礼儀正しいが、様々な部分で暴走する。自分のことを「ゆず」と呼ぶ。非公式に作られた報道部の部長でもあり、ビデオカメラを持っていることが多い。
凜子とは友人で自ら立ち上げた報道部で怪盗メルクーリオを追いかけている。
金宮 なつみ（きのみや なつみ）
声：雪都さお梨
3年5組の女子学生。みかげとは3年間連続のクラスメイトで友人。学園の風紀委員を務めている。また剣道部の一員でもある。明るくハキハキとした性格。ファーストスクールの頃から東洋剣術をやってきたため部内での指折りの実力者。人気投票で獲得票が多く、今回発売になるFDでヒロインを務めることになった。
ジネット・クローディーヌ・カルヴェ・ド・アシャール (Ginette Claudine Calve de Achard)
声：新堂真弓
3年5組の女子学生。貴族の出身で高飛車な性格でありお嬢様口調（ですわますわ調）で話す。リディとは以前からの知り合いで仲が悪い。友人を庇う義理堅さは持っているが、敵対する相手には徹底して容赦がないためルートにより印象が異なる。
エドゥアール・ド・ル・フェーヴル (Edouard de Le Fehver)
声：柊唯也
3年3組の男子学生。リディの兄で学園の学生会会長。貴族出身でジネットから「エド様」と呼ばれ敬愛されている。エドゥアールたち学生会役員は肩章のついた一般学生とは異なる特別制服を着ている。実はリディとは血縁関係がないらしい。リディを可愛がっているが本人からは嫌がられている。
セリジェ (Cerisier)
郁子に飼われているミミナガイヅナという種類の小動物。体長は30センチメートル程度だがかなり頭がいいが、結構わがままな性格をしている。郁子からは「セリちゃん」と呼ばれる。いつも郁子と一緒にいるがそのことは学園には内緒である。尾が二股に分かれており、王室しか飼えない血統。
九十九 彩華（つくも さいか）
声：桃井穂美
3年1組の女子学生で学生会副会長。平民出身。淡々とした口調できつい印象を与える。
若葉 鐘子（わかば しょうこ）
声：芹園みや
春宵学園で歴史を教える女性教師。正宗たちのクラス担任。凛子とは親戚。授業中、振り返らずチョーク投げが正確に出来る。本人は手が滑ったと言う。
ハインツ先生 (Heinz)
声：北条賢
学園で数学を教える男性教師。仮面で顔を隠しているが、本人は仮面ではなく眼鏡だと言い張っている。ハインツというのは通称で本名はドミニク・フォン・ベルリオーズという。数学は芸術だと声高に主張する情熱家であり変人。「この謎(ラビリンス)を解いて答(プリンセス)を導く(救い出す)のは君(ゆうしゃ)たちだ」など意味不明な事を言い、レベルの高い授業を教えている。
筒井（つつい） エルケンバルト (Tutui Erkenbald)
声：藤流水
ロベリア王国の王室近衛局で副局長を務める長身長髪の男性。いつも紳士的でとても物腰が柔らかい。春宵学園剣道部の出身で現在の剣道部の特別顧問を務める。またロベリア王国現女王に仕える執事でもあり、「執事卿」の異名を持つ。「言刀(げんとう)」と呼ばれる技術を扱える有数の実力者。
桂 育鵡（かつら いくむ）
声：原田友貴
3年1組の男子学生。貴族の出身でそのことを鼻にかけている(ただし貴族の中では地位が低い)。剣道部と仲の悪い剣術部の所属。
真木野 美香（まきの みか）
声：神崎ちひろ
春宵学園付属の幼稚舎に通っている幼い少女。文月を「ママ」と慕う。

## スタッフ
- 原画：水月悠、かん奈、綾風柳晶
- シナリオ：小野楽園、五十嵐十六、他
- BGM：OdiakeS
- 企画：雪村戌

## 主題歌
OPテーマ「さくらフィロソフィー」
作詞：中山真斗 (Elements Garden) / 作・編曲：藤田淳平 (Elements Garden) / 歌：榊原ゆい
挿入歌「わたしのつばさ」
作詞：宮沢ゆあな (Cheerful+Colorful) / 作曲：薬師るり (Cheerful+Colorful) / 編曲：松美夜孤雨兵 / 歌：風音
EDテーマ「さくらのように。」
作詞：宮沢ゆあな (Cheerful+Colorful) / 作曲：薬師るり (Cheerful+Colorful) / 編曲：松美夜孤雨兵 / 歌：青葉りんご

## 反響

### 売り上げ

#### さくらのしっぽ

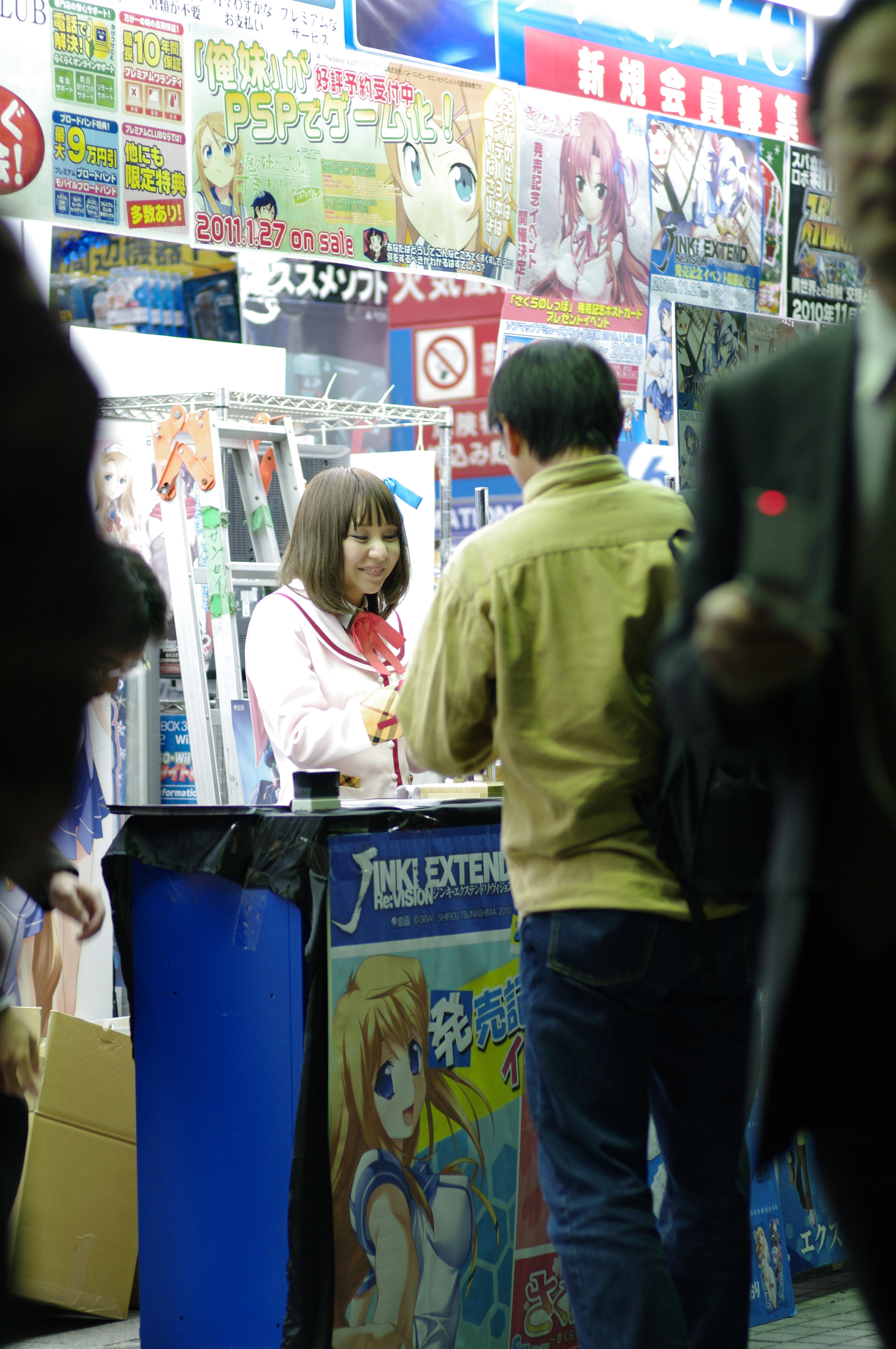
『さくらのしっぽ』発売当日のソフマップ秋葉原・アミューズメント館（2010年11月26日撮影）

『さくらのしっぽ』はその発売月（2010年11月）の売り上げにおいて、『BugBug』の集計では12位を記録した。

### 批評

#### さくらのしっぽ
『BugBug』2011年2月号に『さくらのしっぽ』のレビューが掲載されている。レビュアーの蝦沼ミナミは、本編でみかげシナリオをプレイした際、せっかく主人公が女装（男の娘）しているのに主人公とみかげの擬似百合エッチシーンがなかったことに不満を抱いていたという。そこへ登場した『さくらのしっぽ』では女装主人公がみかげから意地悪に責められる倒錯的なシーンが収録されており、風音の「ふふっ、本当の女の子みたい」「女の子のくせにどうしてこんなものがついてるのかなー」などという台詞の効果もあいまって大変満足できたと述べている。（229頁）

## インターネットラジオ
ゲームの発売に先行して2009年6月10日から8月26日までインターネットラジオ番組『さくらテイルらじお』が放送された。全12回。毎週水曜日更新。パーソナリティは風音と小倉結衣。放送内容は製品版初回特典の「さくらテイルらじお」総集編に収録されている。

## 関連商品
2009年6月26日にはゲームの発売に先行して主題歌2曲を収録したCDが発売された。
- PCゲーム さくらテイル OP＆EDテーマ「さくらフィロソフィー/さくらのように。」／榊原ゆい、青葉りんご（2009年6月26日発売）
- PCゲーム さくらテイル オリジナルサウンドトラック（2009年10月30日発売）